# Jackson Júnior
Jackson Júnior Dos Santos (ur. 1 grudnia 1985) – brazylijski bokser kategorii półciężkiej.

## Kariera zawodowa
Jako zawodowiec zadebiutował 9 kwietnia 2006 roku, pokonując jednogłośnie na punkty Lourivala Luiza Da Silvę. Do końca 2009 roku stoczył jeszcze 9 zwycięskich pojedynków, wszystkie kończąc przed czasem. Pokonał dwóch niepokonanych rodaków – Marcusa de Oliveirę i Pedro Otasa.
28 sierpnia 2012 roku zmierzył się z Argentyńczykiem Walterem Cruccem. Júnior zwyciężył przez poddanie rywala w 6. rundzie i zdobył pas WBO Latino w wadze półciężkiej. 27 listopada obronił tytuł, nokautując w 2. rundzie Jose Alberto Clavero. 29 marca 2013 r. zmierzył się z Kubańczykiem Umberto Savigne. Brazylijczyk przegrał przez techniczny nokaut w 4. rundzie, będąc na deskach w rundzie 2. i trzykrotnie w rundzie 4.